# Sorex trowbridgii
Sorex trowbridgii är en däggdjursart som beskrevs av Baird 1857. Sorex trowbridgii ingår i släktet Sorex och familjen näbbmöss. IUCN kategoriserar arten globalt som livskraftig.

## Utseende
Arten blir med svans 101 till 128 mm lång, svanslängden är 41 till 62 mm och vikten varierar mellan 3,8 och 8,0 g. Näbbmusens bakfötter är 11 till 15 mm långa och öronens längd är 5 till 8 mm. Sorex trowbridgii har en gråbrun sommarpäls på ovansidan och en askgrå vinterpäls. På undersidan förekommer ljusare päls i samma färg. Även svansen är uppdelad i en mörkgrå till svart ovansida och en vit undersida. Hos äldre individer är svansen nästan naken. Pälsbytet sker mellan maj och juni samt mellan augusti och november. Arten har liksom nära besläktade näbbmöss på varje sida i överkäken fem enkla tänder med en spets mellan framtanden och den premolara tanden. Den femte enkelspetsiga tanden finns bara rudimentärt. Tandformeln är därför I 1/1 (enkla tänder) 5/1 P 1/1 M 3/3, alltså 32 tänder.
En tvåfärgad svans med en tydlig gräns mellan båda färgen finns hos ingen annan näbbmus av släktet Sorex i samma region.

## Utbredning och habitat
Denna näbbmus förekommer i västra USA och i angränsande områden av Kanada. Den lever i låglandet och i bergstrakter upp till 1820 meter över havet. Habitatet utgörs av skogar med ett tjockare lövskikt på marken samt av andra landskap med buskar eller träd som ligger nära ett vattendrag eller en träskmark. Näbbmusen undviker däremot vattendragets strandlinje och den egentliga träskmarken.

## Ekologi
Sorex trowbridgii äter huvudsakligen insekter samt några andra ryggradslösa djur som spindlar och daggmaskar. Under vintern och ibland under andra årstider kompletteras födan med frön. Arten håller ingen vinterdvala. Fortplantningen sker mellan våren och hösten och honor har beroende på utbredning 3 till 5 ungar per kull. Några individer kan leva 18 månader men de flesta dör tidigare.
Individerna föredrar mörka timmar men de kan även vara dagaktiv. Arten bygger underjordiska tunnelsystem som är mera komplex än hos närbesläktade näbbmöss. Den har även bra förmåga att klättra i träd eller i andra växter.
Sorex trowbridgii jagas av ugglor, antagligen av ormar och i sällsynta fall av västliga mullvadssalamandrar (Dicamptodon). Andra rovlevande djur avskräckas oftast av näbbmusens lukt. Tamkatter som dödar arten lämnar kadavret kvar.
De flesta vuxna djuren dör under hösten och vintern. Vårens population består nästan helt av ungdjur.

## Underarter
Arten delas in i följande underarter:
- S. t. destructioni
- S. t. humboldtensis
- S. t. mariposae
- S. t. montereyensis
- S. t. trowbridgii